# 安第斯狼
安第斯狼（英语：Andean Wolf）亦称哈根贝克狼（英语：Hagenbeck's Wolf）是一种出没于安第斯山脉疑似狼的未知犬科动物。

## 历史
1927年，洛伦茨·哈根贝克（Lorenz Hagenbeck）从阿根廷布宜诺斯艾利斯一位动物毛皮经销商处购得4张（另一说为3张）动物毛皮中的一个，后者宣称毛皮来自安第斯山脉的野狗，这张毛皮之后被送到德国慕尼黑博物馆收藏。1940年，动物学家Ingo Krumbiegel对毛皮进行研究后认为属于未被记录的一种鬃狼山地种。1947年，Krumbiegel对一块与毛皮相关的头骨进行研究后认为，这是一个体型大于鬃狼的动物，因为鬃狼的头骨只有25厘米长，而后者却有31厘米长。Krumbiegel随后为这个动物提出了一个科学名称：Dasycyon hagenbecki，但由于头骨在第二次世界大战期间遗失，因此未有进一步研究。
2000年，有研究者试图对毛皮进行基因检测但却失败，因为毛皮已遭化学处理且被猪、狼和人类的DNA污染。

## 理论
一个可能的解释是，安第斯狼是一条家犬，或者在安第斯山脉流浪的家犬，被毛皮商人猎杀冒充稀有动物的毛皮以进行欺诈。神秘动物学家乔治·M·埃贝哈特（George M. Eberhart）在他的书籍《Mysterious Creatures: A Guide to Cryptozoology》中提出Krumbiegel研究的头骨可能属于德国牧羊犬。